# Karl David Schuchardt
Karl David Schuchardt (* 4. April 1717 in Linda bei Hammerstadt, Oberlausitz; † 23. Dezember 1781 in Spremberg bei Neusalza, Oberlausitz) war ein evangelischer Theologe und Pfarrer mit dem akademischen Grad eines Magisters der Philosophie.

## Leben und Wirken
In einem protestantischen Elternhaus aufgewachsen und erzogen – sein Vater Johann Christoph Schuchardt war Diakon in Linda, später Pfarrer in Oberwiesa bei Greiffenberg – erwies sich Karl David Schuchardt in seiner Jugend sehr wissbegierig und talentiert. Nach seiner kirchlichen und schulischen Ausbildung – Studium der Theologie und Medizin in Kamenz und Leipzig – erlangte er in der Folgezeit die Fähigkeiten, in der Niederlausitzer Kreisstadt Calau, die Ämter eines Subdiakons (Titel des im Rang auf den Diakon folgenden Geistlichen) und Rektors zu bekleiden.
Wahrscheinlich in den Jahren nach 1737 absolvierte er ein Studium der Philosophie mit Abschluss als Magister und wurde nunmehr als Tit. deb. (Titulo debito = mit gebührendem Titel) bezeichnet. Während dieser Zeit, um 1745, vermählte er sich. Seine Gattin, eine Calauer Bürgerstochter, gebar ihm 1745 einen Sohn und 1746 eine Tochter.
Als das Amt des Pfarrers von Spremberg bei Neusalza durch den Tod des bisherigen Inhabers, Pfarrer Magister Israel Traugott Garmann (1684–1746), verwaist war, bekundete Schuchardt Interesse, wurde vom Oberkonsistorium dafür auserkoren und verzog mit der Familie im Frühjahr 1747 von Calau in die Oberlausitz nach Spremberg. Dort wurde er am 1. Sonntag nach Ostern 1747 als neuer Spremberger Pfarrer eingeführt.
Magister Schuchardt gilt als der 15. evangelische Pfarrer der Gemeinde Spremberg, der ihr 34 Jahre (1747–1781) vorstand. Seine Zeitgenossen bescheinigten ihm eine enorme Bildung und nannten ihn deshalb „der Weltweisheit Magister“. Außerdem muss der Geistliche sehr einflussreich und vermögend gewesen sein, da ihn die Inschrift seines Ölbildnisses im Pfarramt Neusalza-Spremberg als "Erb-, Lehns- und Gerichtsherr auf Ratzen, Kolpen, Geißlitz und einem Anteil an Dreiweibern" bezeichnet (vgl. W. Heinich 1918, S. 105). Es handelte sich dabei um Orte im heutigen Landkreis Bautzen, die zu DDR-Zeiten dem Braunkohlentagebau vollständig oder teilweise weichen mussten.     
Schuchardt waren eine gewisse Originalität und poetische Züge eigen. So verfasste er u. a. 1755 für die 200. Jubel- und Dankfeier des Augsburger Religionsfriedens von 1555 in Spremberg ein Poem von elf Versen als Chorgesang. Pfarrer Schuchardt wirkte in jener Zeit in Spremberg, als der Siebenjährige Krieg auch Kursachsen heimsuchte. Not, Elend und Epidemien zogen auch in Spremberg ein, wobei viele Bewohner Schulden halber ihre Häuser verließen. Auch das Pfarrer-Ehepaar traf ein harter Schicksalsschlag: Im Kriegsjahr 1759 verstarb die Tochter an einer Krankheit im Alter von nur dreizehn Jahren.
Bis zu seinem Tode wirkte Pfarrer Karl David Schuchardt für das Wohl der Gemeinde. In Schreiben, so am 30. Januar 1772, an den damaligen Grund- und Gerichtsherrn sowie Kirchenpatron von Spremberg und Neu-Salza, Hausmarschall Peter August von Schönberg, machte er auf die Not der Nachkriegszeit aufmerksam und versuchte damit für die Gemeinde Spremberg Abhilfe zu schaffen.

## Familie
Karl David Schuchardt war mit Frau Beth(ina) Charlotta, geb. Bothe, aus Calau/NL, verheiratet. Der Ehe entstammen zwei Kinder:
1. Sohn Karl Gottlob Schuchardt (1745–?)
2. Tochter Carolina Friederica Dorothea Schuchardt (* 18. November 1746 in Calau; † 25. Dezember 1759 in Spremberg/OL)

Schuchardts Grabstein ist nicht mehr vorhanden, aber der seiner Tochter mit aufschlussreichen Inschriften an der Südmauer des alten Friedhofes bei der Dorfkirche Spremberg. Sein Ölbildnis jedoch befindet sich noch heute neben dem von Magister Garmann im Pfarramt Neusalza-Spremberg.

## Werk
- Ein Lied von 26 Strophen auf den tragischen Vorfall zu Oppach, da 1751 zwischen dem 22. und 23. März nebst der Grenzmühle 5 Personen elendiglich verbrannten ... Druck: J. G. Beter, Löbau 1753